# Eulepidotis magica
Eulepidotis magica är en fjärilsart som beskrevs av Dyar 1914. Eulepidotis magica ingår i släktet Eulepidotis och familjen nattflyn. Inga underarter finns listade i Catalogue of Life.